# Iris-Preis
Der Iris-Preis (Iris Prize) ist ein internationaler Filmpreis, der seit 2007 jährlich im Oktober verliehen wird. Es werden Filme, die für, von oder im Interesse von schwulen, lesbischen, bi-, inter- und transsexuellen Menschen produziert wurden, auszeichnet. Von der BAFTA wird der Iris-Preis als A-Festival geführt.

## Verleihung
Der Preis wird an Filmschaffende aus der ganzen Welt verliehen. An den Gewinner des Hauptpreises werden 30.000 Pfund ausgeschüttet, das macht ihn zum höchstdotierten Preis für LGBTQ-Kurzfilme. Das Preisgeld wird zweckgebunden für die Produktion eines weiteren Films ausgezahlt. Die Verleihung findet im Rahmen eines 6-tägigen Festivals in Cardiff statt. Bewertet werden die Filme von einer internationalen Jury mit Personen aus Film und Fernsehen, sowie der Wirtschaft. Unter anderem saßen schon die US-amerikanische Filmregisseurin Cheryl Dunye, der schwedische Filmemacher Mikael Bundsen und britische Regisseur Jake Graf in der Jury.
Der Iris-Preis ist eng verbunden mit 25 weiteren Filmfestivals weltweit, jedes Partnerfestival wählt einen Film aus, der für den Iris-Preis nominiert wird. Partnerfestivals sind unter anderem das Outfest Los Angeles, das Sydney Film Festival, das Hamburg International Queer Film Festival und das London Lesbian and Gay Film Festival.

## Kategorien
Der Iris-Preis wird inzwischen in sechs Kategorien vergeben. Seit Bestehen wird der Hauptpreis und der Preis in der Kategorie Bester Britischer Kurzfilm vergeben. Die Gewinner des Hauptpreises (Iris Prize) sind dazu aufgerufen einen weiteren Film zu produzieren, dazu wird ihnen das Preisgeld zur Verfügung gestellt. Diese Filme werden von Iris produziert. Außerdem sitzt der Vorjahresgewinner in der Internationalen Jury.
Neben dem Hauptpreis wird in der Kategorie Bester Britischer Kurzfilm (Iris Prize Best British Short) der beste britische Kurzfilm prämiert, der preisgekrönte Film wird im Programm von Film4 ausgestrahlt, der Preisträger sitzt im nächsten Jahr in der Jury für die Kategorie Bester Britischer Kurzfilm.
Außerdem wird seit 2008 der Preis in den Kategorien Bester Spielfilm (Iris Prize Best Feature Award), seit 2011 der Preis in den Kategorien Bester männlicher Darsteller (Iris Prize Best Performance in a Male Role) und Beste weibliche Darstellerin (Iris Prize Best Performance in a Female Role) und seit 2013 ein Nachwuchspreis (Iris Prize Youth Jury Award for Best Short) vergeben.

## Preisträger

### Iris-Preis
- 2007 – Pariah von Dee Rees (USA)
- 2008 – Cowboy von Till Kleinert (Deutschland)
- 2009 – Steam von Eldar Rapaport (USA)
- 2010 – The Samaritan von Magnus Mork (Norwegen)
- 2011 – Ich möchte nicht allein zurückgehen (Eu Não Quero Voltar Sozinho) von Daniel Ribeiro (Brasilien)
- 2012 – The Wilding von Grant Scicluna (Australien)
- 2013 – Gorilla von Tim Marshall (Australien)
- 2014 – All God's Creatures von Brendan McDonall (Australien)
- 2015 – Vessels von Arkasha Stevenson (USA)
- 2016 – Balcony von Tovon Fell-Holden (Vereinigtes Königreich)
- 2017 – Mamma vet bäst von Mikael Bundsen (Schweden)
- 2018 – Three Centimetres von Lara Zeidan (Libanon/Vereinigtes Königreich)
- 2019 – Black Hat von Sarah Smith (Wales)
- 2020 – Short Calf Muscle von Victoria Warmerdam (Niederlande)

### Bester Britischer Kurzfilm
- 2007 – Private Life von Abbe Robinson
- 2008 – James von Connor Clements
- 2009 – Diana von Aleem Khan
- 2010 – Mosa von Ana Moreno
- 2011 – The Red Bike von Andrew Steggall
- 2012 – A Stable for Disabled Horses von Fabio Youniss
- 2013 – My Mother von Jay Bedwani
- 2014 – Middle Man von Charlie Francis
- 2015 – Closets von Lloyd Eyre-Morgan
- 2016 – Balcony von Tovon Fell-Holden
- 2017 – We Love Moses von Dionne Edwards
- 2018 – BEYOND (There’s Always a Black Issue, Dear) von Claire Lawrie
- 2019 – My Brother is a Mermaid von Alfie Dale
- 2020 – Better von Michael J. Ferns

### Bester Spielfilm
- 2008 – Dream Boy von James Bolton (USA)
- 2009 – Redwoods – Manche Liebe überdauert die Zeit (Redwoods) von David Lewis (USA)
- 2010 – Mein Freund aus Faro von Nana Neul (Deutschland)
- 2011 – August von Eldar Rapaport (USA)
- 2012 – The Sex of Angels (El sexo de los ángeles) von Xavier Villaverde (Spanien)
- 2013 – Cupcakes von Eytan Fox (Israel)
- 2014 – Boy Meets Girl von Eric Schaeffer (USA)
- 2015 – 4th Man Out von Andrew Nackman (USA)
- 2016 – Real Boy von Shaleece Haas (USA)
- 2017 – Prom King, 2010 von Christopher Schaap (USA)
- 2018 – 1985 von Yen Tan (USA)
- 2019 – Als wir tanzten (And Then We Danced) von Levan Akin (Schweden/Georgien)
- 2020 – Kokon von Leonie Krippendorff (Deutschland)

### Bester männlicher Darsteller
- 2011 – Murray Bartlett in August
- 2012 – Ohad Knoller in Yossi
- 2013 – Ryan Steele in Five Dances
- 2014 – Michael Welch in Boy Meets Girl
- 2015 – Davide Capone in Dunkler als die tiefste Nacht
- 2016 – Thom Green in Downriver
- 2017 – Miles Szanto in Teenage Kicks
- 2018 – Félix Maritaud in Sauvage
- 2019 – Henry Golding in Monsoon
- 2020 – Leandro Faria Lelo in Dry Wind (Vento Seco)

### Beste weibliche Darstellerin
- 2011 – Allison Lane in Going Down in LA-LA Land
- 2012 – Kristina Valada-Viars in Molly's Girl
- 2013 – Sabine Wolf in Zwei Mütter
- 2014 – Kate Trotter in Tru Love
- 2015 – Sigrid ten Napel in Zomer – Nichts wie raus!
- 2016 – Kerry Fox in Downriver
- 2017 – Fawzia Mirza in Signature Move
- 2018 – Jamie Chung in 1985
- 2019 – Linda Caridi in Mom + Mom (Mamma + Mamma)
- 2020 – Lena Urzendowsky in Kokon

### Nachwuchspreis
- 2013 – Straight With You von Daan Bol (Niederlande)
- 2014 – Bombshell von Erin Sanger (USA)
- 2015 – Closets von Lloyd Eyre-Morgan (Vereinigtes Königreich)
- 2016 – Sign von Andrew Keenan-Bolger (USA)
- 2017 – Lily von Graham Cantwell (Irland)
- 2018 – Mrs McCutcheon von John Sheedy (Australien)
- 2019 – My Brother is a Mermaid von Alfie Dale
- 2020 – Wings von Jamie Weston (Vereinigtes Königreich)